# Neureichenau

Neureichenau er en kommune i Landkreis Freyung-Grafenau i Regierungsbezirk Niederbayern i den tyske delstat Bayern.

## Geografi
Kommunen ligger i Region Donau-Wald i trekanten mellem Tyskland – Østrig – Tjekkiet eller Bayern – Böhmen – Mühlviertel ved foden af Dreisesselberg i den nedre del af Bayerischer Wald. Neureichenau ligger 15 km øst for Waldkirchen, 20 km sydøst for Freyung, 26 km fra grænsen til Tjekkiet (ved Philippsreut) og 7 km fra grænsen til Østrig

### Nabokommuner
- Jandelsbrunn
- Grainet
- Haidmühle
- Schwarzenberg am Böhmerwald
- Breitenberg (Niederbayern)

## Inddeling
Kommunen består ud over hovedbyen Neureichenau af disse landsbyer og bebyggelser: Altreichenau, Gsenget, Klafferstraß, Lackenhäuser, Bernau, Binderbruck, Branntweinhäuser, Duschlberg, Gänswies, Gern, Fischergrün, Hinterfreundorf, Kernberg, Kleingsenget, Lackerau, Langbruck, Loiblau, Pleckenstein, Riedelsbach, Röhrndlberg, Schimmelbach, Spitzenberg, Stubenberg og Spillerhäuser.